# 아오취안
오견(敖犬, 1982년 10월 30일 ~ )은 타이완의 가수 및 배우로, Lollipop F의 일원이다.

## 영화
- 그 시절, 우리가 좋아했던 소녀(那些年，我們一起追的女孩)